# Harter-Nunatak
Der Harter-Nunatak ist ein kleiner und verhältnismäßig isolierter Nunatak im westantarktischen Ellsworthland. Er ragt 6 km nordöstlich des Mount Tidd auf der Nordostseite der Pirrit Hills auf.
Der United States Geological Survey kartierte ihn anhand eigener Vermessungen und Luftaufnahmen der United States Navy aus den Jahren von 1958 bis 1961. Das Advisory Committee on Antarctic Names benannte ihn 1964 nach Gene L. Harter, Meteorologe auf der Station Little America V im Jahr 1957.